# 堀之内隼人
堀之内 隼人 （ほりのうち はやと、1988年3月8日 - ）は、日本の俳優。東京都出身。旧所属事務所は田辺エージェンシー。
身長180cm。特技は水泳（0歳〜）、テニス（6歳〜）、ラテ・アート。

## 出演作品

### CM
- 「ヒト・コミュニケーションズ企業広告」（2010年9月〜）

### 映画
- 「恋の罪」園子温監督（2011年公開）
- 「ゴーストライターホテル」伊東寛晃監督（2011年公開）

### テレビドラマ
- リバウンド 第8話（2011年、日本テレビ） - 宅配便の配達員 役

### ミュージック・クリップ
- Honey L Days「believe」(avex trax) 2010年11月24日発売